# Tyfon
Tyfon (także Tyfeus, Tyfaon bądź Tyfos, gr. Τυφῶν Typhō̂n, Τυφωεύς Typhōeús, Τυφάων Typháōn bądź Τυφώς Typhṓs) – w mitologii greckiej najmłodszy syn Gai i Tartarosa.
Według innej wersji miał być synem Hery, poczętym bez udziału mężczyzny.

## Narodziny
Gaja, wściekła na Zeusa za zamknięcie jej dzieci (gigantów) w Tartarze, zwróciła się o pomoc do Tartara. Ten dał jej dwa jajka zapłodnione przez siebie. Gaja zakopała je w ziemi i po jakimś czasie na świat wyszedł potwór Tyfon.

## Opis
Tyfon był pół człowiekiem, pół zwierzęciem, wzrostem i siłą przerastał wszystkich. Był większy od największych gór, głową zahaczał o gwiazdy. Kiedy wyciągał ręce, jedną sięgał krańców wschodnich świata, a drugą zachodnich. Zamiast palców miał sto smoczych łbów. Od pasa w dół miał kłębowisko żmij, a u ramion skrzydła. Oczy jego miotały płomienie.
W innych wersjach mitu Tyfon był latającym stugłowym smokiem.

## Mity związane z Tyfonem

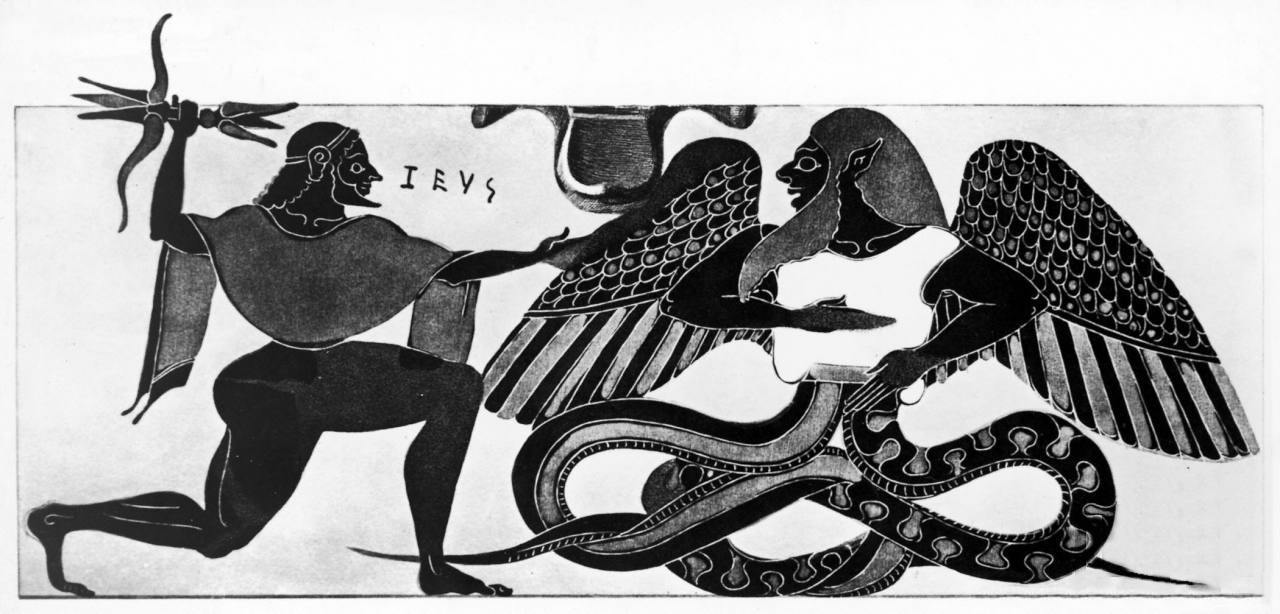
Wyobrażenie walki Zeusa z Tyfonem (z wazy greckiej)

Gdy zaatakował Niebo, wszyscy bogowie rzucili się w panice do ucieczki. Uciekali aż do Egiptu i tam ukryli się na pustyni, a niektórzy przemienili się w zwierzęta, by nie dać się rozpoznać. Apollo zamienił się w kanię, Hermes w ibisa, Ares w rybę, Dionizos w kozła, Hefajstos w byka. Tylko Zeus pozostał w swojej postaci i rozpoczął walkę z potworem. Najpierw z daleka Zeus ciskał w niego błyskawicami, a gdy doszło do walki wręcz, przewrócił go z pomocą swojego stalowego sierpa. Ale Tyfon był tylko ranny – odebrał Zeusowi sierp i przeciął mu nim mięśnie nóg i ramion. Zeus był bezbronny. Tyfon wziął go na ramiona i wyniósł do Groty Korykejskiej. Osobno ukrył mięśnie Zeusa. Hermes i Pan odnaleźli ukryte mięśnie i umieścili je z powrotem w ciele Zeusa, który natychmiast odzyskał swoją moc. Wsiadł na rydwan zaprzężony w skrzydlate rumaki i rozpoczął kolejną walkę z Tyfonem. Tyfon nękany przez Zeusa zaczął uciekać przed nim, ścigany przez Trację i inne krainy greckie. Tyfon bronił się rzucając górami w Zeusa, który bronił się za pomocą błyskawic. W końcu Tyfon załamany, że nie może dosięgnąć Zeusa, uciekał przed nim na zachód. W Cieśninie Sycylijskiej, gdy Tyfon przeprawiał się do Afryki, Zeus rzucił w niego górą Etną, która go zmiażdżyła. Do dzisiaj, gdy Etna wybucha płomieniami, są to pozostałości piorunów Zeusa. A gdy są odczuwalne wstrząsy, to znak, że Tyfon próbuje wydostać się spod góry.

## Potomstwo Tyfona
Przypisuje się mu ojcostwo wielu innych potworów, m.in.:
- psa Ortrosa
- Hydry lernejskiej
- Chimery
- smoka Ladona
- Lwa nemejskiego
- orła Ethona dręczącego Prometeusza
- zwierzęcia Seta (Tyfona)

## Analogie
Podobieństwo mitu o Tyfonie kradnącym mięśnie Zeusowi do hetyckiego mitu o Illujance odbierającym bogu serce i oczy, mogło powstać w wyniku zapożyczenia. Również wskazuje się na analogie do mitu o Ullikummi.